# Ceraclea huangi
Ceraclea huangi är en nattsländeart som först beskrevs av Tian 1981.  Ceraclea huangi ingår i släktet Ceraclea och familjen långhornssländor. Inga underarter finns listade i Catalogue of Life.